# Île Sainte-Thérèse (fleuve Saint-Laurent)
Pour les articles homonymes, voir Île Sainte-Thérèse.
L'île Sainte-Thérèse est une île du fleuve Saint-Laurent. Administrativement rattachée à la municipalité de Varennes, cette île est située au nord-est de l'île de Montréal, dans la MRC de Marguerite-D'Youville, en Montérégie, dans la province de  Québec, au Canada.
Cette île a une superficie d'environ 5,4 km2, ce qui en fait la cinquième île la plus étendue de l'archipel d'Hochelaga.

## Géographie

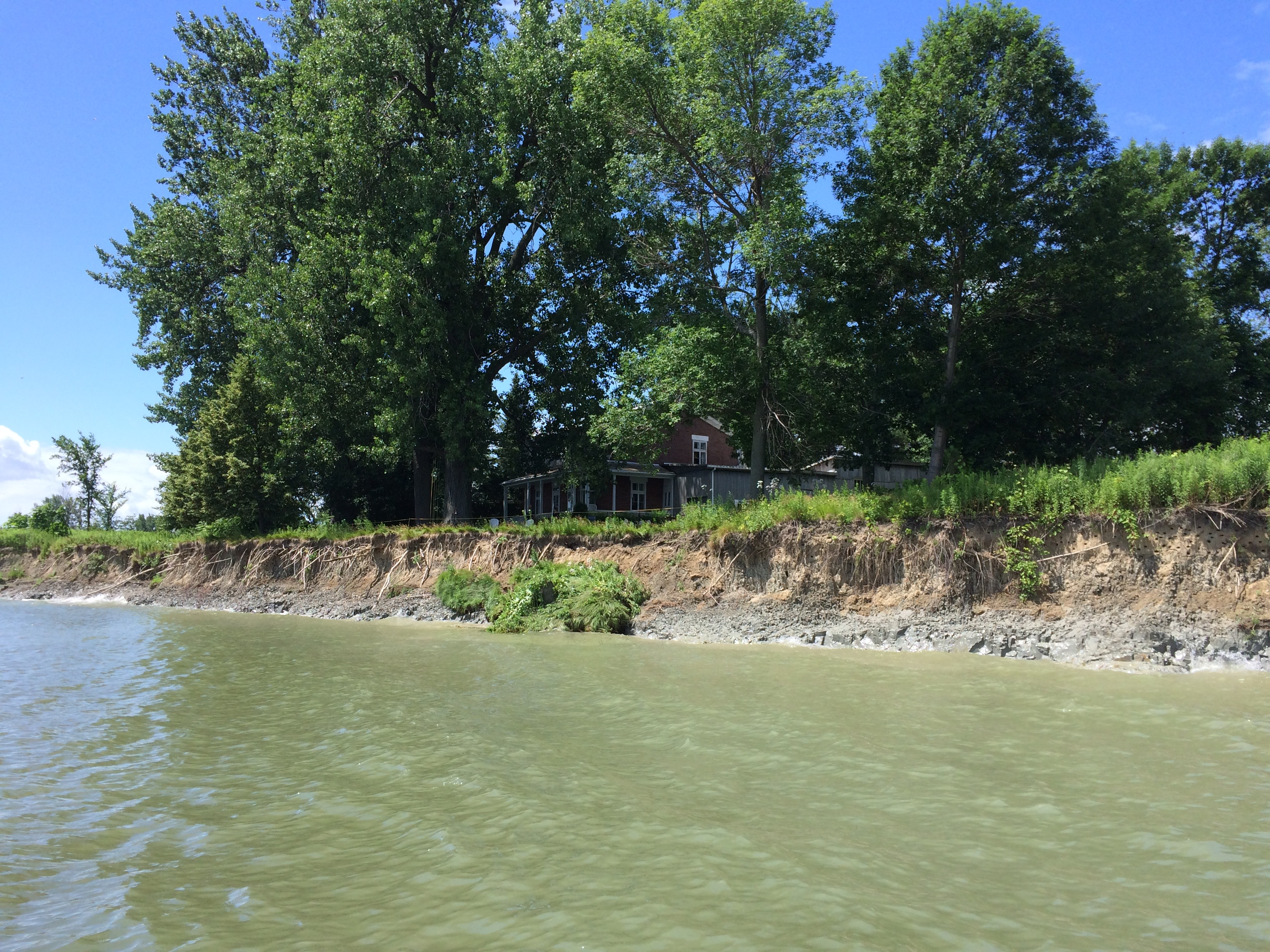
Exemple de berges de l'île grugées par l'érosion causée par le batillage. La maison Durocher est menacée par cette érosion.

L'île Sainte-Thérèse mesure 4,8 km de longueur sur 1,6 km de largeur. Son sous-sol (calcaire dans la partie ouest, schiste argileux dans la partie Est) est couvert d'une couche de sable argileux propice à l'agriculture. Les berges de l'île sont composées d'argile et de sable et sont sensibles à l'érosion.
L’endroit de 11 km de périmètre est quasiment inhabité et accessible uniquement par bateau. L'île est composée de terres agricoles, de marais et de forêt. Un fermier y fait pousser du soya. L'île est ceinturée de plusieurs chalets, pour la plupart sans droit d'occupation, sur des terres appartenant au Gouvernement du Québec. Certaines propriétés privées sont présentes comme la maison Durocher qui est un des derniers bâtiments témoignant de l'occupation agricole de l'île.

## Histoire
Les premiers occupants de l'île Sainte-Thérèse ont été les autochtones occupant la vallée du Saint-Laurent. Les plus anciens vestiges archéologiques trouvés sur l'île remontent à 2 500 ans environ . Les sites fouillés dans les années 1980 démontrent une occupation fréquente par les autochtones mais vraisemblablement associés à de courts séjours ou des haltes puisque aucune trace d'une occupation intensive n'a été recensé.  Les écrits des premiers temps de la colonie française témoignent que le site est utilisé par les Iroquois puisqu'en 1665 Charles Le Moyne d'Iberville s'y rendit pour chasser et y fut cerné et capturé.

### Sous le régime français
En 1662, l'île fut concédée en fief noble à Ignace Boucher, fils de Pierre Boucher. L'origine du nom Sainte-Thérèse est inconnue mais il est mentionné pour la première fois à cette époque et fait probablement référence à la nouvelle reine Marie-Thérèse.  Pierre Boucher mentionne cette île dans son opuscule de 1664. L'île est probablement inhabitée jusqu'en 1667.
Michel-Sidrac Du Gué de Boisbriand, obtient en 1667 la permission de s'installer sur l'île et en devient donc le premier occupant historique. Du Gué de Boisbriand est capitaine de brûlot au Régiment de Carignan et est arrivé en Amérique avec l'expédition Carignan-Sallière. En 1667 avec l'aide de Jean Hayet dit Malo, le capitaine Du Gué fait défricher l'île et plusieurs billots de chêne sont expédiés au chantier de naval de Québec.
En 1672, l'intendant Talon concède à Du Gué de Boisbriand ce qui devient la seigneurie de l'île Sainte-Thérèse et qui comprend l'île Sainte-Thérèse et les îles avoisinantes. Du Gué de Boisbriand possède également un fief sur la pointe ouest de l'île de Montréal qui portera le nom Boisbriand. Du Gué de Boisbriand est surtout occupé par sa carrière militaire (il fait partie de plusieurs des expéditions de Frontenac) et le commerce (notamment le commerce de l'eau-de-vie chez les autochtones). Il résidera en alternance à Boisbriand et sur l'île Sainte-Thérèse.
Dès 1674, il concède 2 lots du côté ouest de l'île, l'un à Mathurin Gauthier dit Landeville et l'autre à Antoine Hoquet dit le Picard. En 1675, un acte notarié nous apprend qu'il loue sa ferme sur l'île à Nicolas Ragueneau et Louis Truchon dit Léveillé pour une période de 5 ans.
Vers 1679 Du Gué de Boisbriand s'installe sur l'île Sainte-Thérèse avec sa femme Marie Moyen. Il semble qu'il avait une préférence pour l'île et ses paysages  et peut-être est-ce pour cela qu'il appellera sa première fille Marie-Thérèse. Le recensement de 1681 mentionne que 7 enfants, 2 domestiques et une servante résident dans le manoir du seigneur. Il possède 40 arpents en valeur, 16 têtes de bétail et un moulin à farine. Le recensement de 1681 compte 53 résidents sur l'île répartis en 14 habitations. Les résidences ceinturent l'île et sont situées à moins de 40 mètres de la rive.
Ce recensement compte Jean Hayet dit Malo, originaire de Saint-Malo, qui a pour profession « scieur de long ». L’un des premiers habitants français de l’île, si ce n’est le premier, il contribue au défrichage de l’île qui alimente les chantiers navals de la jeune colonie. En 1677, il aurait été engagé par Cavelier de La Salle pour fournir le bois nécessaire à ces bateaux d’exploration. Certains ont supposé que ce bois avait servi à la construction du Griffon, le premier bateau appartenant à des Européens à naviguer sur les Grands Lacs. Ce bateau a toutefois été construit au Fort Conti (Fort Niagara) sur les Grands Lacs.  Marié en 1680 à Catherine Galburn, Jean Hayet possèdera plusieurs terres sur l’île. L’inventaire de ses biens nombreux à son décès laisse supposer que le sciage et le défrichage de l’île était une occupation payante. Il laissera une descendance nombreuse à Varennes, Pointe-aux-Trembles et l’Assomption qui portera les noms de Ayet ou Malo.
Parmi les insulaires, se trouve Louis Brien dit Desrochers ancêtre des familles Brien, Desrochers et Durocher d'Amérique. De Ploermel en Bretagne, Louis arrive au Canada quelques années plus tôt. Il est d'abord tailleurs d'habit à Trois-Rivières puis à Montréal où il marie Suzanne Bouvier en 1681. La même année il s'installe sur l'île Sainte-Thérèse où il aura une nombreuse descendance dont plusieurs représentants habiteront l'île jusqu'en 1952.
Se trouve également parmi les insulaires Jean Bousquet, venu de Tonin en Guyenne, maître armurier qui travailla aux forges du Saint-Maurice. Il épousa Catherine  Fourrier en 1672 et ils s'installèrent sur l'île en 1680.  Se trouve également Jean Voyne (Venne) venu sur l'île en 1675 et qui épousa Catherine Bousquet (fille de Jean Bousquet). Ils eurent une nombreuse descendance qui porta le nom de Venne et dont plusieurs se sont établis à Pointe-aux-Trembles.
Le nom de Nicholas Choquet figure également parmi les premiers insulaires, ce soldat du régiment de Carignan-Sallière (1665) cultive sur l'île en 1667. En 1681 il possède deux arpents à Varennes et il s'y installera et y laissera une nombreuse descendance  portant les noms de Choquet ou Choquette.
Charles Desmares est également du nombre, ce cordonnier originaire de Normandie possède une ferme sur l'île en 1681. Par son fils Basil, il est l'ancêtre des Desmarrais de Varennes et Boucherville.
Du Gué de Boisbriand décède en 1689 après une carrière militaire bien remplie mais il semble qu'il ait eu des difficultés financières puisque l'inventaire de ses biens sur l'île Sainte-Thérèse dressé en 1688 laisse entrevoir un domaine à l'abandon. Le Capitaine avait laissé sa famille et sa seigneurie de l'île Sainte-Thérèse au soin de son ami Charles-Gaspard Piot de Langloiserie, gentilhomme français qui arrive en Nouvelle-France en 1691 et qui la même année épouse l'aînée des filles Du Gué, Marie-Thérèse.
En 1695, la population de l'île a cru de 60% par rapport au recensement de 1681, ce qui témoigne de la richesse du site. Gédéon de Gascogne (Catalogne?) lors de sa visite au début du XVIIIe siècle mentionne que " les terres y sont bonnes du gouvernement pour produire toutes sortes de grains et légumes, aussy tous les habitants y sont fort à leur aise. "
Jean-Sidrac Du Gué de Boisbriand, fils aîné du premier seigneur de l'île, à qui revenait le titre seigneurial vend son titre à son beau-frère, le chevalier Piot de Langloiserie en 1706. Ce dernier décèdera en 1715, laissant la seigneurie au soin de sa femme Marie-Thérèse Piot (née Du Gué) pour environ un quart de siècle. La seigneuresse veille au grain puisqu'en 1740 elle obtient de l'intendant Hocquart une ordonnance interdisant le libre pâturage sur les îles avoisinant l'île Sainte-Thérèse, une pratique alors répandue.
Un registre des terres de l'île, fait en 1723, compte 23 emplacements sur lesquels se dressent 19 maisons.
En 1742, Louis-Hector Piot de Langloiserie, fils aîné de Hector et de Marie-Thérèse devient le nouveau seigneur de l'île un an avant la mort de sa mère.  De lui, on sait qu'il y eut des discussions de mariage entre lui et Marguerite Du Frost de la Jammerai (qui sera connue plus tard sous le nom de Mère d'Youville) mais qu'il mariera par la suite Esther Bridge et qu'il vivra un temps dans les colonies anglaises. En 1726 il avait obtenu de la législation de New York le privilège de la pêche au marsouin et il aurait résidé dans cet État plusieurs années avant de revenir au Québec. Au moment où il devient seigneur de l'île en 1742, il est interprète et œuvre auprès du gouverneur à Québec.
Lors de la conquête anglaise, l'île Sainte-Thérèse est occupée par le général Murray en 1760 pour y camper ses troupes avant de prendre Montréal. Murray dressera une carte détaillée de l'île et de ses environs.

### Sous le régime anglais
Après la conquête anglaise, Louis-Hector Piot de Langloiserie perd son fief puisque son patrimoine est saisi en 1778 et est adjugé à John Maxwell, un spéculateur anglais, qui le revend l'année suivante à Louis-Joseph Ainsse (ou Hainse) qui est résidant de Varennes.
Louis-Joseph Ainse s'était illustré dans la traite à fort Michilimakinac en s'alliant par mariage aux Dakota et ensuite comme interprète auprès des militaires.  Selon certains, le nom Ainse viendrait de l'allemand Heinz.  Ainse, commerçant prospère, achète la seigneurie de l'île Sainte-Thérèse en 1781. La même année, il donne un contrat pour faire construire un premier moulin à vent sur l'île. Il meurt en 1802 et lui succédera au titre de seigneur de l'île son fils Joseph Ainse qui avait épousé en 1817 Charlotte Vigneau. Il est incertain si les deux seigneurs Ainse ont résidé sur l'île de façon permanente ou temporaire mais des demeures leur sont connues à Varennes. Selon l'histoire locale, une imposante résidence de type seigneurial était située au lieu-dit "du cass" (du casque), située sur la pointe sud-ouest de l'île.
Des enfants de Joseph Ainse et Charlotte Vigneau, deux de ses filles auront un rôle dans le soulèvement des Patriotes de 1837-38. Françoise Ainse en tant qu'épouse du Docteur Eugène-Napoléon Duchesnois et Zoé Ainse en tant qu'épouse d'Amury Girod. Cet agronome d'origine suisse qui publia plusieurs écrits sous forme d'articles ou encore de traités dont en 1834 " Conversations sur l'agriculture, par un habitans de Varennes " et en 1835 un petit livre appelé " Notes diverses sur le Canada ".  On sait que ce dernier et son épouse ont résidé sur l'île après leur mariage. L'histoire locale veut que la maison seigneuriale des Ainse sur l'île Sainte-Thérèse ait abrité une imprimerie qui servait à imprimer La Minerve, le journal des Patriotes.
Avec son beau-frère le Docteur Duchesnois, Girod devient membre des Fils de la liberté et tient un journal en allemand et en italien qui décrit avec détails les évènements de 1837. On sait notamment qu'en novembre 1837 Papineau et Edmund Bailey O'Callaghan traversent en canot de Pointe-Aux-Trembles à l'île Sainte-Thérèse pour y chercher Girod mais c'est à Varennes le lendemain qu'ils le trouveront et c'est là que se tiendra une des rencontres décisives ayant mené à l'insurrection armée. Girod écrit dans son journal : " Je ne me rappelle pas quel est celui d'entre nous, mais il me semble que ce fut Boucher[-Belleville] qui proposa qu'on convoquât une convention et qu'on établît un gouvernement provisoire. Nous acquiesçâmes à sa proposition, mais nous ajoutâmes que cette première mesure équivalait à un acte de rébellion ouverte et qu'il serait bon de chercher les moyens d'organiser le peuple et de se procurer des armes et des munitions. Nous fûmes tous d'accord sur cette proposition et commençâmes à parler de notre départ. " Il est décidé que Papineau et les autres iront combattre à Saint-Charles et que Girod ira à Saint-Eustache. Pendant la bataille de Saint-Eustache il s'enfuit et il est par la suite dénoncé et traqué et il se suicide à Pointe-aux-Trembles en décembre 1837.

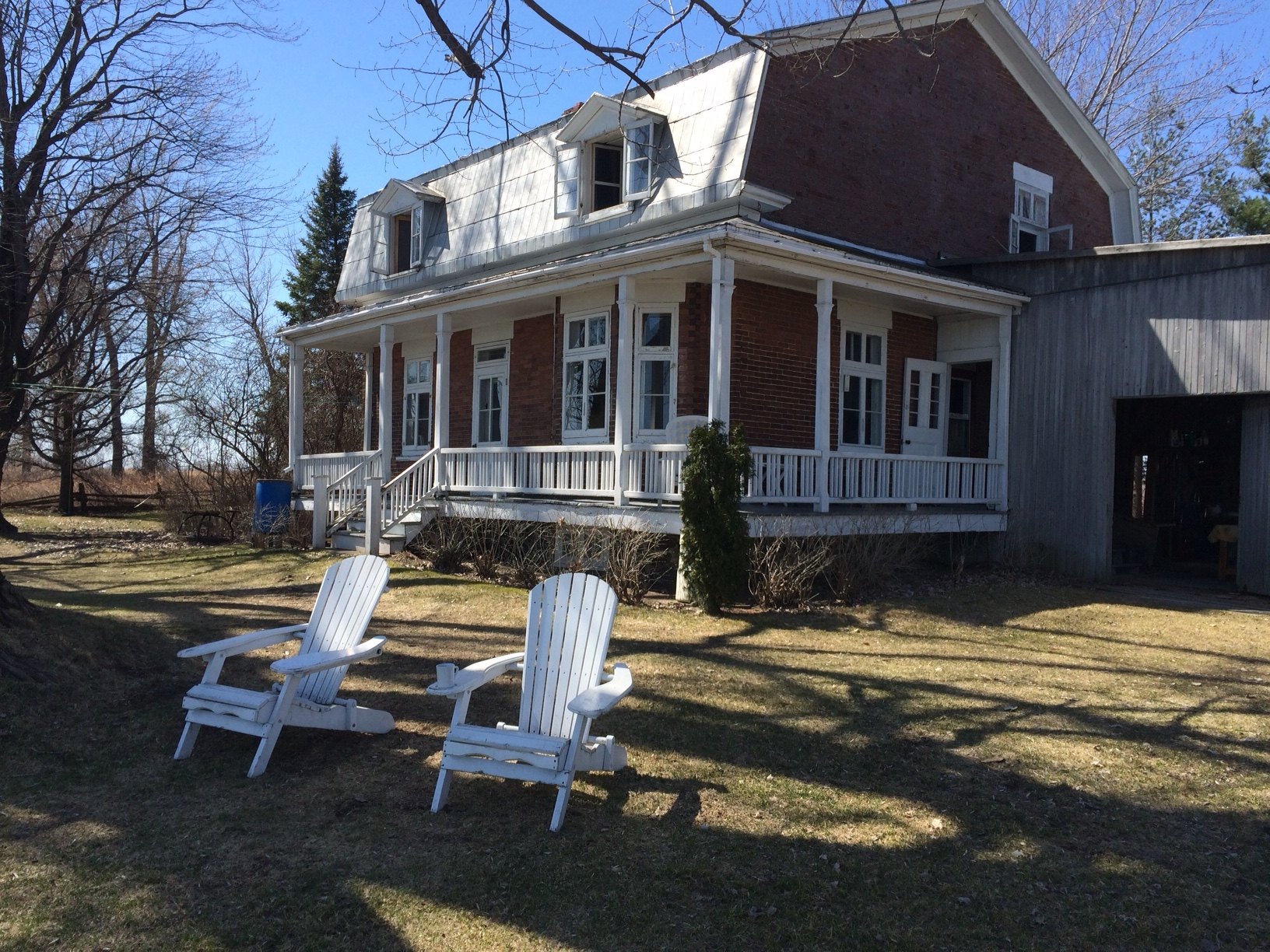
Maison Durocher, construite vers 1913. Maison de ferme témoignant de l'occupation agricole de l'île Sainte-Thérèse.

Au cours du cette première moitié du XIXe siècle on a peu d'information sur les habitants de l'île mais on sait que la population sur l'île reste stable puisque entre les recensements de 1723 et 1859, le nombre d'emplacements et de maisons reste similaire sur l'île soit 19.   En 1841 une première maîtresse d'école est en activité sur l'île. Malgré sa richesse agricole, l'île n’ayant aucun hameau ni aucune église, les habitants sont dépendants des villes de Varennes et de Pointe-Aux-Trembles pour le commerce et les affaires religieuses et administratives. La population de l'île tend à décroître dans la deuxième moitié du XIXe siècle. En 1897 il ne reste que 12 emplacements sur l'île, 7 en 1942 et 5 en 1944. Au début des années 1950, à la suite de l'ouverture de la voie maritime et le passage des brise-glaces qui ont pour effet d'isoler l'île de la rive sud en hiver, les derniers habitants de l'île plient bagage. Parmi eux se trouve Raoul Durocher, descendant de Louis Brien dit Desrochers et sa femme Marie-Anna Provost.

### Temps récents
Dans les années 1950, l’île est connue pour ses plages sur sa façade sud-est notamment les plages Choquette et Bissonnette qui sont desservies par bateau-passeur  à partir de Varennes et de Montréal. La famille Beaudoin de Pointe-Aux-Trembles exploitait certains de ces bateau-passeurs.
Au début des années 1980 un parc est aménagé sur l'île Sainte-Thérèse et un bateau-passeur y amène les visiteurs de Varennes et Pointe-Aux-Trembles. Une piste cyclable est aménagée ainsi que des infrastructures de repos et de pique-nique. Ce parc cessera ses activités à la fin des années 1980.
Au cours des années 2010, un nouveau projet de parc est élaboré par les maires des villes de Varennes et Pointe-aux-Trembles. En 2015-2016, le ministère des Ressources naturelles du Québec procéda à l'expulsion de plusieurs villégiateurs sans droit d'occupation.
En 2022, une entente est conclue et la majorité des résidents acceptent de quitter.
En 2025, un organisme sans but lucratif est créé pour gérer le développement un parc récréotouristique sur l'île.

## Écologie
L'île Sainte-Thérèse, qui comprend une grande variété de milieux naturels (boisés sur le pourtour, prairies centrales et marécages), est considérée comme un site d'intérêt faunique. On y trouve notamment des poissons comme le maskinongé, des oiseaux comme le héron, le butor, la sterne et le goéland, et des mammifères comme le campagnol des champs, le raton laveur, le renard roux, la belette à longue queue et le rat musqué. L'hirondelle de rivage ou hirondelle des sables est également très présente sur les berges de l'île.
La sauvagine est également nombreuse sur l'île, Canards Illimités y a aménagé un marais dans les années 1980, et restauré des milieux humides en 2021.
L'île Sainte-Thérèse a fait l'objet de plusieurs projets de parc depuis les années 1970 mais elle fait face à de nombreux défis écologiques. Depuis l'ouverture de la voie maritime dans les années 1950, les rives au sud-est de l'île sont touchées par l'érosion causée par le batillage. Dans certains secteurs situés à quelques centaines de mètres de la voie maritime c'est entre 1 et 2 mètres de rives qui s'érodent annuellement.
Dans les années 1980, la construction de l'usine d'épuration de Rivière-des-Prairies et de son émissaire de l'île aux Vaches qui déverse les eaux usées de Montréal sur le flanc sud-est de l'île a contribué à la dégradation de la qualité de l'eau au point où la baignade, jadis fameuse sur l'île, est maintenant impossible.

## Patrimoine
L'île recèle des sites archéologiques autochtones et européens datant du début de la colonisation,.
Plusieurs des maisons et bâtiments témoignant de l'occupation de l'île sont en ruines. Une maison construite vers 1913 par Noël Alias Durocher est toujours présente et entretenue par les membres de la famille Durocher.
Plusieurs phares de différentes dimensions sont situés au pourtour de l'île.